# Schatzfund von Brangstrup
Der Schatzfund von Brangstrup (dänisch Brangstrupskatten) – entdeckt im Jahr 1865 mit fortgesetzten Funden an derselben Stelle in Brangstrup, südöstlich von Ringe auf Fünen in Dänemark – wird auf 300 n. Chr. datiert.
Der 1,7 kg schwere Schatz enthält 80 Objekte – Hackgeld aus Gold, zwischen 248 und 336 geprägte römische Goldmünzen und Goldschmuck. Einige der gefundenen Schmuckstücke zeigen sehr frühe Kontakte zum Schwarzmeerraum.
Etwa 700 m westlich wurde der Goldschatz im Boltinggård-Skov gefunden.